# Берніс (Луїзіана)
Берніс (англ. Bernice) — місто (англ. town) в США, в окрузі Юніон штату Луїзіана. Населення — 1356 осіб (2020).

## Географія
Берніс розташований за координатами 32°49′38″ пн. ш. 92°39′26″ зх. д. / 32.82722° пн. ш. 92.65722° зх. д. (32.827193, -92.657274).  За даними Бюро перепису населення США в 2010 році місто мало площу 8,39 км², з яких 8,35 км² — суходіл та 0,03 км² — водойми.

## Демографія
Згідно з переписом 2010 року, у місті мешкало 1689 осіб у 638 домогосподарствах у складі 445 родин. Густота населення становила 201 особа/км².  Було 723 помешкання (86/км²).
Расовий склад населення:
| - 62,8 % — чорних або афроамериканців - 24,6 % — білих - 0,1 % — корінних американців - 0,1 % — азіатів - 11,6 % — осіб інших рас |

До двох чи більше рас належало 0,8 %. Частка іспаномовних становила 13,3 % від усіх жителів.
За віковим діапазоном населення розподілялося таким чином: 30,0 % — особи молодші 18 років, 55,8 % — особи у віці 18—64 років, 14,2 % — особи у віці 65 років та старші. Медіана віку мешканця становила 32,3 року. На 100 осіб жіночої статі у місті припадало 88,3 чоловіків;  на 100 жінок у віці від 18 років та старших — 79,1 чоловіків також старших 18 років.
Середній дохід на одне домашнє господарство  становив 28 137 доларів США (медіана — 18 625), а середній дохід на одну сім'ю — 33 516 доларів (медіана — 29 896). За межею бідності перебувало 49,9 % осіб, у тому числі 69,6 % дітей у віці до 18 років та 33,5 % осіб у віці 65 років та старших.
Цивільне працевлаштоване населення становило 313 осіб. Основні галузі зайнятості: освіта, охорона здоров'я та соціальна допомога — 38,0 %, виробництво — 16,6 %, публічна адміністрація — 10,5 %, роздрібна торгівля — 9,6 %.